# لودميلا ريشتيروفا
لودميلا ريشتيروفا (بالتشيكية: Ludmila Richterová)‏ مواليد 7 مارس 1977، هي لاعبة كرة مضرب تشيكية سابقة بدأت مسيرتها كمحترفة سنة 1992، اعتزلت اللعب في 2003. أعلى تصنيف لها في الفردي كان المركز الـ 62 في سنة 1996. أعلى تصنيف لها في الزوجي كان المركز الـ 141 في سنة 2000.

## النهائيات

### الفردي النهائي (1–1)
| الحصيلة | الرقم | التاريخ      | الدورة                   | الأرضية | المنافس             | النتيجة              |
| الوصافة | 1.    | 14 مايو 1995 | براغ المفتوحة، التشيك    | ترابية  | جولي هالارد ديكوجيس | 4–6, 4–6             |
| الفوز   | 1.    | 20 مايو 1995 | بورنموث، المملكة المتحدة | ترابية  | باتريسيا هاي-بوليز  | 6–7(10–12), 6–4, 6–3 |

## روابط خارجية
- لودميلا ريشتيروفا على موقع رابطة محترفات التنس (الإنجليزية)
- لودميلا ريشتيروفا على موقع الاتحاد الدولي لكرة المضرب (الإنجليزية)
- لودميلا ريشتيروفا على موقع كأس بيلي جين كينغ (الإنجليزية)
- لودميلا ريشتيروفا على موقع خلاصة التنس.كوم (الإنجليزية)